# Dragon MSX
El Dragon MSX, a veces denominado MSX-64, es un rarísimo prototipo (de los pocos cientos fabricados, solo está documentada la existencia de dos, y solo el de la fotografía ha sido visto físicamente) construido para Eurohard por Radofin (el creador del Aquarius) en mayo de 1985.
Ya Dragon Data, tras ser comprada por GEC había comenzado el estudio y desarrollo de un equipo MSX (los MSX eran vistos como un peligroso rival por el mercado inglés debido a la gran lista de fabricantes de prestigio), pero hasta que se traslada a Cáceres la producción, tras su venta a Eurohard, no se comienzan a recibir equipos. De acuerdo con un exingeniero de Eurohard, todo estaba dispuesto para distribuir los prototipos entre desarrolladores, prensa y distribuidores cuando se produce la suspensión de pagos. Varios exempleados de Eurohard adquieren lotes de material (no está documentado si como parte de la indemnización, en liquidaciones públicas o privadas para los trabajadores...), y quienes tenían equipos en su domicilio para las pruebas los conservan. Durante años son un rumor nunca confirmado hasta que David F. Gisbert TroMax , un coleccionista español y usuario de Msx, presenta el prototipo 37 en la MadriSX 2001. A día de hoy sigue siendo el único equipo conocido.

## Detalles Técnicos
- CPU Zilog Z80A a 3,6 MHz

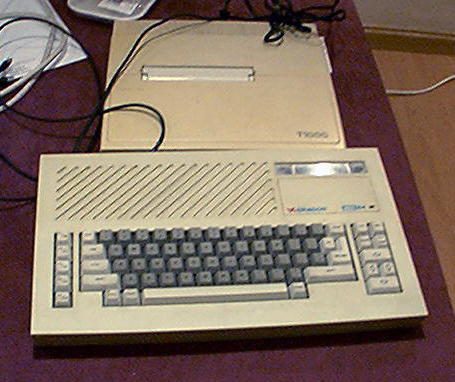
Dragon MSX y Toshiba T1000 en la MadriSX 2001.

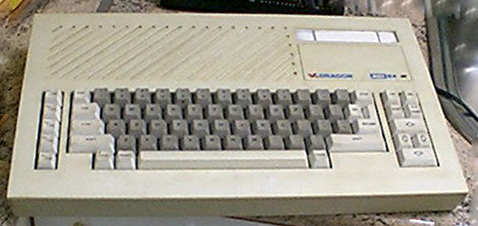
Dragon MSX.

- ROM 32 kB, 16 kB para el BASIC, 16 kB para la BIOS
- RAM 64 kB ampliables a 4096 mediante cartuchos
- VRAM 16 Kb controladas directamente por un Chip de gráficos Texas Instruments TMS9918 con capacidad de 32 sprites. 16 colores disponibles. Caracteres redefinibles por el usuario. 4 modos direccionables desde BASIC
  - SCREEN 0 : texto de 40 x 24 con 2 colores
  - SCREEN 1 : texto de 32 x 24 con 16 colores
  - SCREEN 2 : gráficos de 256 x 192 con 16 colores
  - SCREEN 3 : gráficos de 64 x 48 con 16 colores
- Sonido : Chip de sonido General Instrument AY-3-8910 con 3 canales de 8 octavas de sonido más uno de ruido blanco.
- Carcasa Caja rectangular de plástico crema con teclado incorporado. 1 Slot de cartucho MSX en la parte superior derecha, y un segundo en la parte trasera, junto al conector de alimentación, casete, puerto paralelo Centronics, toma A/V DIN y modulador TV PAL. Dos tomas de joysticks MSX en el lateral derecho
- Teclado Estándar QWERTY de 73 teclas, en color hueso. Calidad similar a los anteriores modelos Dragon (garantizados por más de 1.000.000 de pulsaciones). Incluye todas las teclas estándar : Escape, Tab, Caps Lock, Control y 2 Shift. 5 teclas de función a la izquierda del teclado (usando Shift + Fn, un total de 10 funciones disponibles). Barra espaciadora normal. A la derecha de esta, 2 teclas especiales: Left Graph y Right Graph. En combinación con las teclas alfanuméricas permiten acceder a los pares de caracteres gráficos serigrafiados en cada tecla. Tecla Stop junto con 3 teclas de edición (Copy, Paste/Insert, Out/Delete) sobre las teclas de cursor, todo ello a la derecha del teclado.
- Soporte
  - Interfaz de casete a 2400 baudios.
  - Unidad de disquete opcional de 3,5 pulgadas y simple o doble cara (cualquiera compatible MSX).
- Entrada/Salida :
  - Conector de TV PAL (modulador de RF UHF) (trasera).
  - Conector DIN 8 de Monitor RGB (trasera).
  - Conector DIN 8 de Interfaz de casete MSX (trasera).
  - Puerto paralelo de impresora MSX de 14 pines (trasera).
  - 2 Slot de cartucho MSX, uno en la trasera, otro en la zona superior.
  - Dos tomas DE-9 de joystick MSX en el lateral derecho
- Ampliaciones : puede usar cualquier periférico compatible MSX (más de 200 documentados)

## Fuente
La fuente inicial de este artículo es El Museo de los 8 Bits
Tromax Feliz propietario del prototipo # 37
Dragon Data Archive

## Anecdotario
Pese a existir bastantes fotos del prototipo 37 en reuniones de usuarios (MadriSX, Reunión de Barcelona...) y haber aparecido en dos reportajes de prensa, la foto más conocida del equipo es la tomada en una cocina (ver juego de fotos en Commons).